# Хорни Љесков
Хорни Љесков (слч. Horný Lieskov) насељено је мјесто са административним статусом сеоске општине (слч. obec) у округу Повашка Бистрица, у Тренчинском крају, Словачка Република.

## Становништво
| Година:    | 1994. | 2004.   | 2014.   | 2024.    |
| ---------- | ----- | ------- | ------- | -------- |
| Број људи: | 371   | 373     | 378     | 502      |
| Разлика:   |       | +0,53 % | +1,34 % | +32,80 % |

| Година:    | 2023. | 2024.   |
| ---------- | ----- | ------- |
| Број људи: | 487   | 502     |
| Разлика:   |       | +3,08 % |

Према подацима о броју становника из 2024. године насеље је имало 502 становника.